# عبد العزيز خليل
عبد العزيز محمد رشدي خليل، (وُلد في 26 مايو 1887، تُوفي في 11 فبراير عام 1969)، ممثل مصري.

## وصلات خارجية
عبد العزيز خليل على موقع IMDb (الإنجليزية)
- عبد العزيز خليل على موقع الدهليز
- عبد العزيز خليل على موقع قاعدة بيانات الأفلام العربية
- عبد العزيز خليل على موقع قاعدة بيانات الفيلم (الإنجليزية)